# Monastère Saint-Michel-Archange (Iouriev-Polski)
Le Monastère Saint-Michel-Archange (Iouriev-Polski) (en russe : Михайло-Архангельский монастырь (Юрьев-Польский)) est un monastère orthodoxe de l'éparchie d'Alexandrov formant un ensemble architectural du XVIIe siècle XVIIIe siècle.
Le monastère est situé au centre d'Iouriev-Polski à une centaine de mètres de la Cathédrale Saint-Georges, Iouriev-Polski. Il est entouré par un talus de terre qui date du XIIe siècle, avant la construction.

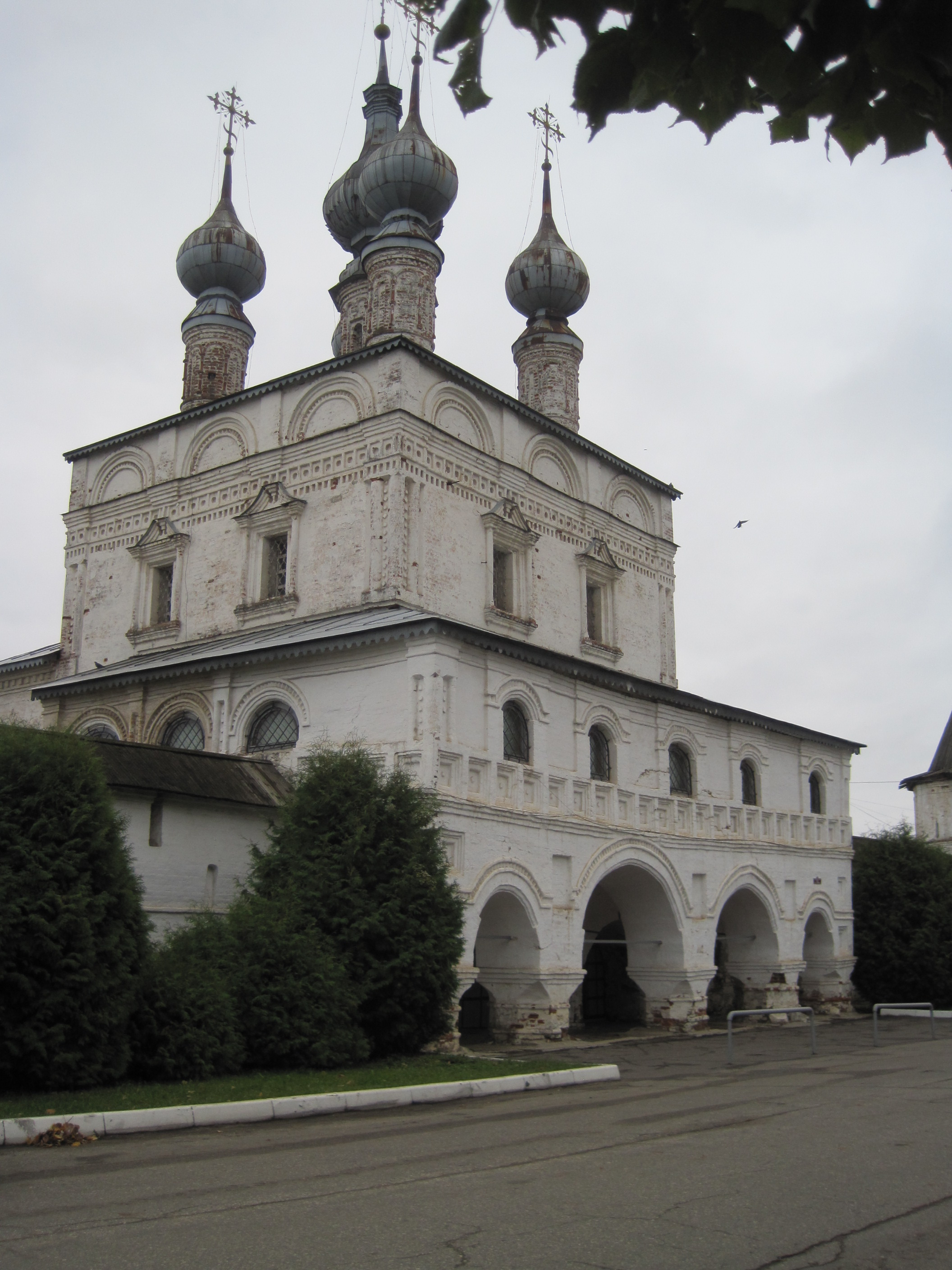
Entrée du monastère Saint-Michel-Archange à Yourev-Polski

## Histoire
Il fut fondé au XIIIe siècle par Sviatoslav IV Vladimirski prince de Vladimir. Mais il n'y a pas de document attestant de l'authenticité d'une date précise.
Le premier édifice religieux en pierre fut construit en 1560. Il n'existe plus.
Il manque de sources historiques pour expliquer la prise de la ville d'Iouriev-Polski en 1258 par Batu petit-fils de Gengis Khan et la destruction du monastère qui resta en ruine pendant plus de deux siècles.
Le monastère bénéficia de nombreuses libéralités de la part du prince Dmitri Pojarski,personnage illustre du temps des troubles à la fin du XVIe siècle et au début du XVIe siècle. Le prince avait un domaine dans le village proche de Bolcheloutchinckoe.
Dans les anciens locaux du monastère est installé un musée d'histoire et d'architecture. La cathédrale Saint-Michel-Archange a été consacrée à nouveau en 2006 et les locaux sont utilisés de manière alternée pour les activités culturelles et religieuses. Des moines vivent à nouveau dans le monastère en permanence.

## Datation et emplacement des constructions
| Nom                                                | Année         | Localité                                    | Image |
| -------------------------------------------------- | ------------- | ------------------------------------------- | ----- |
| Cathédrale du monastère Saint-Michel Archange      | 1792-1806     | Au centre du monastère                      |       |
| Église réfectoire                                  | 1625          | au sud dans le monastère                    |       |
| Église Saint-Jean-évangéliste                      | 1670          | Arrière de l'église à l'entrée du monastère |       |
| Clocher                                            | 1685—1688     | Au nord-ouest du monastère                  |       |
| Église en bois de Saint-Georges du village d'Egore | 1718          | partie nord du monastère                    |       |
| Bâtiment de l'archimandrite devenu un musée        | 1763          | partie ouest du monastère                   |       |
| Enceinte et tours                                  | XVI—XVIII ss. | à l'ouest du monastère                      |       |